# Banin
Banin (arab. بنين) – wieś w Syrii, w muhafazie Idlib. W 2004 roku liczyła 743 mieszkańców.